# Hans Jensen (arkitekt)
 Der er flere personer med dette navn, se Hans Jensen.
Hans Jensen (1804 i København – 25. april 1849 sammesteds) var en dansk arkitekt.
Han var plejesøn af portrætmaler Christian August Lorentzen, blev opdraget hos denne i hans bolig på Charlottenborg og kom efter sin konfirmation i murerlære samt besøgte fra 1819 Kunstakademiet, hvis sølvmedaljer han vandt i årene 1824-25. Han var i nogle år assistent ved Akademiets bygningsskole, og vandt i 1829 den lille guldmedalje. Han konkurrerede derpå i 1841 til den store guldmedalje og tog sig meget nær, at den ikke blev tilkendt ham. Dog fandt man meget rosværdigt i hans udkast. Disse uheld røvede ham lysten til at bruge sine kræfter, uagtet han skal have været en duelig og talentfuld kunstner. Imidlertid var han fra 1837 informator ved Kunstakademiets bygningsskole, men efter nogle års forløb sløvedes hans åndskræfter, således at han fik sin afsked på grund af svagelighed. Jensen blev gift 16. april 1834 i København med Ane Hansine Saxild (hjemmedøbt 2. januar 1804 i Skien - 1876), datter af købmand Jens Ludvig Saxild og Susanne Anne Forbech, men efter få års ægteskab bragte hans sygdom ham ud af virksomhed, og familien havde en mørk tid, indtil døden bortkaldte ham den 24. april 1849 i et pludseligt krampetilfælde, kun 45 år gammel.
Sin plejefader, Lorentzen, satte han i 1829 et af ham selv tegnet mindesmærke. Hans eneste søn røbede også i sin opvækst talent for bygningskunsten, kom efter sin konfirmation i lære hos tømrermester Julius Blom og tegnede hos N.S. Nebelong, men 19 år gammel døde han pludselig.
Han er begravet på Assistens Kirkegård.

## Værker
- Et badehus (udstillet 1825, lille sølvmedalje)
- En stadsport med en bro (udstillet 1826, store sølvmedalje)
- En lampe (tegning, udstillet 1826)
- En sølvtemaskine (tegning, udstillet 1827)
- Mindesmærke over C.A. Lorentzen (1829, Garnisons Kirkegård)